# Вълнова оптика
Вълнова оптика, понякога наричана физична оптика е раздел на оптиката, който изучава вълновите явления на светлината като дифракция, интерференция, поляризация, с други думи тези явления, при които геометричната оптика е неприложима.

## История
Систематичното изучаване на светлината започва към края на 17 век с изследванията на Галилей, Нютон, Хюйгенс и други. По това време е наложено схващането, че светлината представлява поток от частици, наречени корпускули. Но явленията интерференция и дифракция на светлината, които са наблюдавани по-късно, не могат да бъдат обяснени с корпускулярната представа. Тези две явления са характерни за вълните, т.е. те могат да бъдат обяснени, ако се приеме, че светлината е вълна. През 19 век развивайки теорията на електромагнитното поле, Максуел достига до извода, че светлината е електромагнитна вълна, който по-късно е експериментално потвърден.

## Корпускулярно-вълнов дуализъм
Светлината е електромагнитно лъчение. Това лъчение при определени условия има свойства на вълни, а при други - има поведение на поток от частици (фотони).
Явленията, при които се проявяват вълновите свойства на светлината, се изучават от вълновата оптика, която е раздел на оптиката. Явленията с корпускулярен характер се изучават от геометричната оптика. Най-характерните явления, при които светлината се проявява като вълна, са интерференцията и дифракцията.